# 阿斯图里亚斯君主列表

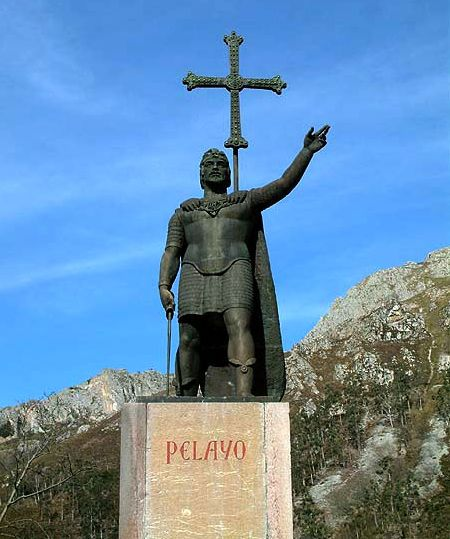
位於科瓦東加的佩拉約雕像。

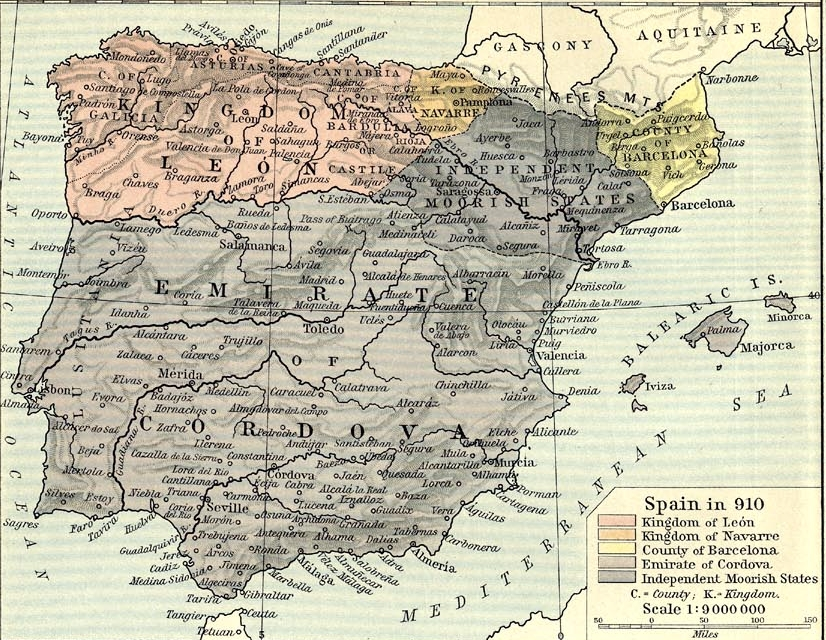
大帝阿方索三世去世時（910年）的阿斯圖裡亞斯王國版圖。

這是阿斯圖裡亞斯王國統治者的列表，阿斯圖裡亞斯王國是一個曾經存在於伊比利半岛的王國。為西哥特王国（418—711年）灭亡后在西班牙兴起的第一个基督教君主制国，它的王室是前君主制国——西哥特王国的后裔。在奧多尼奧一世統治時期，阿斯圖裡亞斯王國逐漸轉變為認知中的萊昂王國。910年王國分裂，並且由弗鲁埃拉二世接收阿斯圖裡亞斯。關於之後的國王，見萊昂君主列表及加利西亞君主列表。

## 家族樹

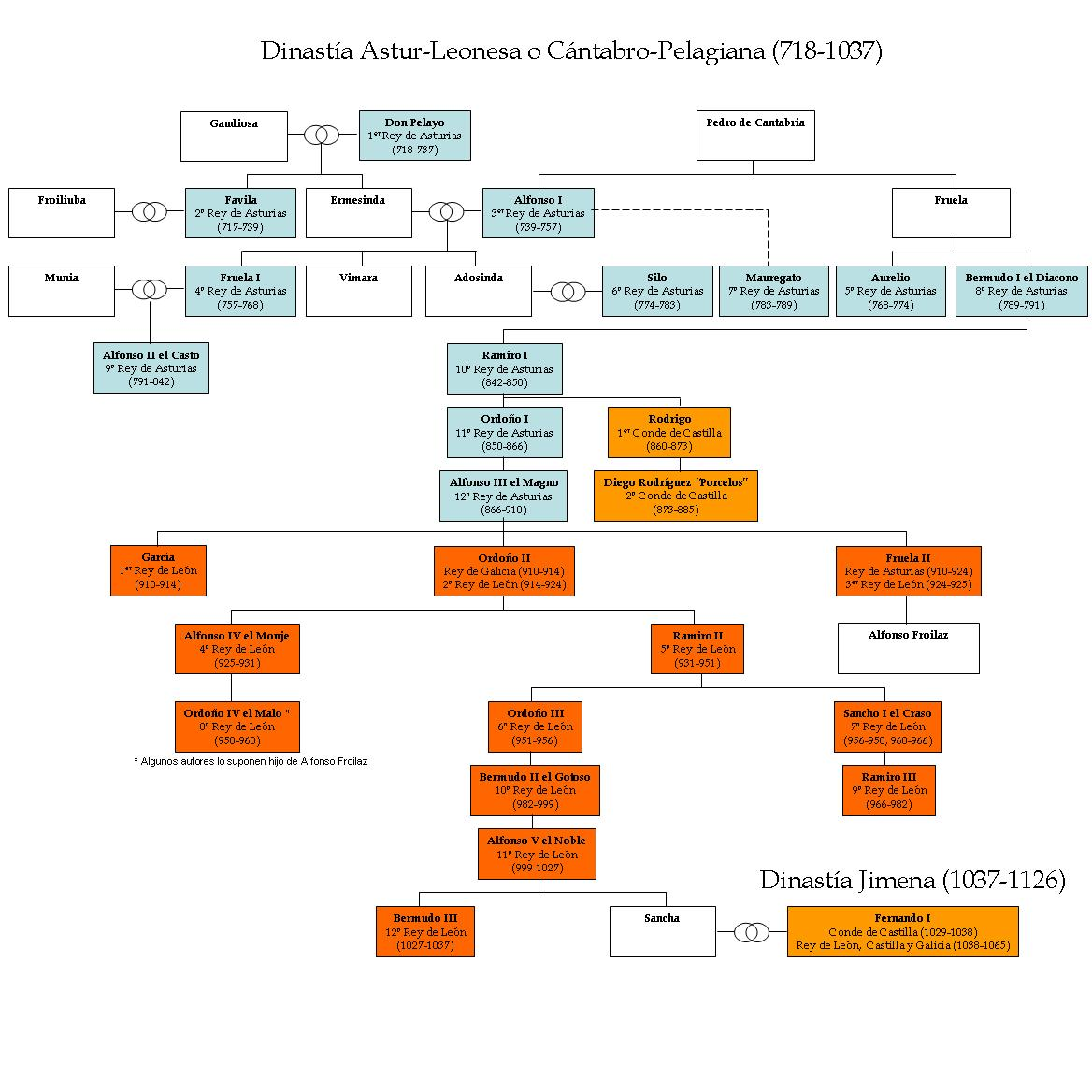
阿斯圖里亞斯國王的家族樹。

## 列表
| 圖片 | 國王         | 統治時間    | 暱稱         | 其他姓名                                 | 備註 |
| ---- | ------------ | ----------- | ------------ | ---------------------------------------- | --- |
|      | 佩拉约       | 718年–737年 |              | 佩拉尤烏斯（Pelagius）                   | 在科瓦東加戰役後建立王國，並且以坎加斯·德歐尼斯為首都。                                                  |
|      | 法維拉       | 737年–739年 |              | 法維拉克（Favilac） 法菲拉（Fafila）     | |
|      | 阿方索一世   | 739年–757年 | 天主教徒     |                                          | 他與他的親屬組成了佩雷斯王朝。第一個宣稱為國王地位的君主。                                               |
|      | 弗鲁埃拉一世 | 757年–768年 | 殘酷的       | 弗洛伊拉（Froila）                       | |
|      | 奧雷利歐     | 768年–774年 |              | 奧雷利烏斯（Aurelius）                   | |
|      | 希羅         | 774年–783年 |              |                                          | 因為他的妻子為阿方索一世的女兒阿朵辛達而得以繼承王位。將首都遷往普拉維亞。                               |
|      | 馬烏雷加托   | 783年–788年 | 篡位者       | 馬烏雷加圖斯（Mauregatus）               | 阿方索一世的私生子，篡奪王位。                                                                           |
|      | 貝爾穆多一世 | 788年–791年 | 執事、修道士 | 韋爾蒙德（Veremund） 韋爾穆多（Vermudo） | 退位成為一位修道士。                                                                                     |
|      | 阿方索二世   | 791年–842年 | 純潔的       |                                          | 將首都遷往奧維耶多。                                                                                     |
|      | 內波西亞諾   | 842年       |              | 內波提安（Nepotian）                     | 推選上的國王，然而並非佩雷斯王朝成員。                                                                   |
|      | 拉米羅一世   | 842年–850年 |              |                                          | 廢黜內波西亞諾。                                                                                         |
|      | 奧多尼奧一世 | 850年–866年 |              |                                          | 第一個並非經由推選產生的國王，此後的君主產生方式已實際上轉變為世襲君主制。                               |
|      | 阿方索三世   | 866年–910年 | 大帝         |                                          | 王國被他的三個兒子瓜分：加西亞一世接收雷昂，奥多尼奥二世接收加利西亞，以及弗鲁埃拉二世接收阿斯圖里亞斯。 |
|      | 弗鲁埃拉二世 | 910年–925年 |              | 弗洛伊拉（Froila）                       | 在他去世後，阿斯圖里亞斯被雷昂的阿方索四世奪取，雖然阿方索·弗鲁伊拉斯無效地宣示阿斯圖里亞斯的主權。      |